# Adolf Angner
Adolf Angner, född Adolf Konstantin Jonatan Angner 29 april 1904 i Kalmar, död där 23 juli 1978,var en svensk fotbollsspelare, känd för att ha spelat i Kalmar FF och dess tidigare upplaga Kalmar IS från slutet på 1910-talet till och med säsongen 1930/31.  Adolf var yngre bror till idrottsutövarna Eugen och Fritiof Angner som 1910 var med och grundade föreningen IF Göta, som var Kalmar FF:s första namn.

## Biografi

### Uppväxt och utanför planen
Adolf föddes i Kalmar stadsförsamling 1904 som son till målaren Per Johansson Angner och hustrun Josefina Svensson. Vid sidan av fotbollen jobbade han på Appeltofts bokhandel, som han så småningom blev ägare till 1936.  Angner var svåger till Hjalmar Sivgård då Hjalmar var gift med Adolfs syster Alfhild Angner.

### Fotbollskarriär
Adolf spelade hela sin karriär i samma förening, som dock bytte namn 1927. Angner var med om att vinna det Småländska mästerskapet två gånger. 1922 med Kalmar IS och 1930 med Kalmar FF.  Den 19 oktober 1924 gjorde Angner 7 mål i en seriematch mot Ängö IF. Under Kalmar FF:s debutsäsong i Div II 1927-1928 var Angner Kalmar FF:s bästa målskytt i seriespelet med 19 mål.  
Angner spelade i anfallet, oftast som högerinner. Mot slutet av karriären var han även lagkapten.